# Eutaenia
Eutaenia is een kevergeslacht uit de familie van de boktorren (Cerambycidae). De wetenschappelijke naam van het geslacht werd voor het eerst geldig gepubliceerd in 1857 door Thomson.

## Soorten
Eutaenia omvat de volgende soorten:
- Eutaenia alboampliata Breuning, 1965
- Eutaenia albomaculata Breuning, 1935
- Eutaenia borneensis Aurivillius, 1911
- Eutaenia corbetti Gahan, 1893
- Eutaenia formosana Matsushita, 1941
- Eutaenia intermedia Breuning, 1963
- Eutaenia oberthuri Gahan, 1894
- Eutaenia tanoni Breuning, 1962
- Eutaenia trifasciella (White, 1850)